# Küçüksinekli, Silivri
Küçüksinekli là một xã thuộc huyện Silivri, tỉnh Istanbul, Thổ Nhĩ Kỳ. Dân số thời điểm năm 2010 là 164 người.